# Citrus sudachi
El sudachi (スダチ ó 酢橘?) (Citrus sudachi) es un tipo de cítrico exclusivo de Japón, considerado símbolo local y cultivado principalmente en la prefectura de Tokushima. Cuenta con un tamaño promedio de 4 cm y un peso de 25 a 30 gramos, con forma principalmente redonda. Su sabor y aroma es similar al limón y lima, sin embargo presenta con un contenido mayor de calcio y vitamina C (ácido ascórbico) comparado con otros cítricos.
Las variantes tradicionales se caracterizan por el alto número de semillas, al tratarse de un diploide. Desde el año 2002 existe también una variedad sin semillas denominada Okushima 3X No.1.[cita requerida] Se le considera una sinonimia de Citrus medica.

## Usos culinarios
El sudachi se sirve en rebanadas acompañando platos tradicionales japoneses incluyendo pescado, soba, udon, nabe y algunas bebidas alcohólicas. También existen otros productos con sabor a sudachi, por ejemplo helados, vodkas, jugos y bebidas no alcohólicas.

## Efectos en la salud
En 2006, un equipo de investigación de la Universidad de Tokushima publicó un informe indicando que la fruta podría ser capaz de reducir los niveles de glucosa en pacientes diabéticos. La investigación consistió en alimentar un grupo de ratas con sudachi, y al cabo de un año se descubrió que los niveles de glucosa de los animales habían descendido, además de haber presentado signos de mejora en su salud. Este efecto aún no ha sido comprobado en pacientes humanos.